# Appellationsgericht (Preußen)
Ein Appellationsgericht war im Königreich Preußen von 1849 bis 1879 das Gericht zweiter Instanz und damit Vorläufer der Oberlandesgerichte im Deutschen Reich. Die Gerichte waren dem Obertribunal zu Berlin untergeordnet.
Ab 1. April 1849 bestanden 21 preußische Appellationsgerichte. Das Kammergericht Berlin, das Ostpreußische Tribunal zu Königsberg und der Justizsenat Ehrenbreitstein (§ 25 der VO vom 2. Januar 1849) führten statt der Bezeichnung Appellationsgericht ihre Traditionsnamen. 1867 kamen fünf Appellationsgerichte hinzu, die – mit Ausnahme des Appellationsgerichts Frankfurt am Main, das gemäß Verordnung (Nr. 6463) vom 19. November 1866 (GS S. 741) bereits dem Obertribunal unterstand – bis 1874 dem Oberappellationsgericht Berlin nachgeordnet waren.
| Appellationsgericht                             | Sitz              | Provinz                    | Gerichtsbezirk | Zahl der Kreisgerichte |
| ----------------------------------------------- | ----------------- | -------------------------- | --- | ---------------------- |
| Appellationsgericht Arnsberg                    | Arnsberg          | Provinz Westfalen          | Kreis Arnsberg, Kreis Brilon, Kreis Lippstadt, Kreis Meschede, Kreis Olpe, Kreis Siegen, Kreis Wittgenstein und einen kleinen Teil des Kreises Altena. Das Gericht war nach dem Übergang der hohenzollernschen Staaten Hohenzollern-Hechingen und Hohenzollern-Sigmaringen auf den preußischen Staat auch für diese süddeutschen Gebiete zuständig, bis 1879 dem Oberlandesgericht Frankfurt diese Aufgabe übertragen wurde. | 6                      |
| Kammergericht Berlin                            | Berlin            | Provinz Brandenburg        | Regierungsbezirk Potsdam ohne einen kleinen Teil des Kreises Beeskow-Storkow, einem Teil der Kreise Königsberg, Lebus und Lübben aus dem Regierungsbezirk Frankfurt und einen Teil des Kreises Jerichow aus dem Regierungsbezirk Magdeburg | 14                     |
| Appellationsgericht Breslau                     | Breslau           | Provinz Schlesien          | Regierungsbezirk Breslau ohne den Kreis Guhrau und mit den Kreisen Bolkenhain, Hirschberg, Jauer, Landeshut und Schönau aus dem Regierungsbezirk Liegnitz | 23                     |
| Appellationsgericht Bromberg                    | Bromberg          | Provinz Posen              | Regierungsbezirk Bromberg | 9                      |
| Appellationsgericht Celle seit 1867             | Celle             | Provinz Hannover           | Provinz Hannover | 12 Obergerichte        |
| Appellationsgericht Cöslin                      | Cöslin            | Provinz Pommern            | Regierungsbezirk Cöslin ohne einen Teil des Kreises Dramburg und mit einem Teil des Kreises Arnswalde aus dem Regierungsbezirk Frankfurt | 9                      |
| Justizsenat Ehrenbreitstein                     | Ehrenbreitstein   | Rheinprovinz               | der ostrheinische Teil des Regierungsbezirks Koblenz ohne den Teil des Kreises Altenkirchen, der zum Landgericht Bonn gehört | 3                      |
| Appellationsgericht Frankfurt am Main seit 1867 | Frankfurt am Main | Provinz Hessen-Nassau      | Frankfurt am Main | 1 Stadtgericht         |
| Appellationsgericht Frankfurt a. d. Oder        | Frankfurt (Oder)  | Provinz Brandenburg        | Regierungsbezirk Frankfurt ohne einen Teil der Kreise Arnswalde, Königsberg, Lebus und Lübben, mit dem Kreis Hoyerswerda aus dem Regierungsbezirk Liegnitz und einem Teil des Kreises Beeskow-Storkow aus dem Regierungsbezirk Potsdam | 15                     |
| Appellationsgericht Glogau                      | Glogau            | Provinz Schlesien          | Regierungsbezirk Liegnitz ohne die Kreise Bolkenhain, Hirschberg, Hoyerswerda, Jauer, Landshut und Schönau und mit dem Kreis Guhrau aus dem Regierungsbezirk Breslau | 14                     |
| Appellationsgericht Greifswald                  | Greifswald        | Provinz Pommern            | Regierungsbezirk Stralsund und die Vorstadt Anclamer Peendamm | 3                      |
| Appellationsgericht Halberstadt                 | Halberstadt       | Provinz Sachsen            | Die Kreise Aschersleben, Halberstadt und Oschersleben sowie die Grafschaft Wernigerode aus dem Regierungsbezirk Magdeburg und die Kreise Heiligenstadt, Mühlhausen, Nordhausen und Worbis und einen Teil des Mansfelder Gebirgskreises im Regierungsbezirk Merseburg | 6                      |
| Appellationsgericht Hamm                        | Hamm              | Provinz Westfalen          | Die Kreise Bochum, Dortmund, Hagen, Hamm, Iserlohn, Soest und der größte Teil des Kreises Altena aus dem Regierungsbezirk Arnsberg und die Kreise Rees, Essen und Duisburg aus dem Regierungsbezirk Düsseldorf | 10                     |
| Appellationsgericht Insterburg                  | Insterburg        | Provinz Preußen            | Regierungsbezirk Gumbinnen | 16                     |
| Appellationsgericht Kassel seit 1867            | Kassel            | Provinz Hessen-Nassau      | Regierungsbezirk Kassel | 6                      |
| Appellationsgericht Kiel seit 1867              | Kiel              | Provinz Schleswig-Holstein | Provinz Schleswig-Holstein | 5                      |
| Ostpreußisches Tribunal zu Königsberg           | Königsberg        | Provinz Preußen            | Regierungsbezirk Königsberg | 14                     |
| Appellationsgericht Magdeburg                   | Magdeburg         | Provinz Sachsen            | Regierungsbezirk Magdeburg ohne die Kreise Aschersleben, Halberstadt, Oschersleben und der Grafschaft Wernigerode und ein Teil des Kreises Jerichow II | 10                     |
| Appellationsgericht Marienwerder                | Marienwerder      | Provinz Preußen            | Regierungsbezirke Danzig und Marienwerder und ein Teil des Kreises Dramburg | 18                     |
| Appellationsgericht Münster                     | Münster           | Provinz Westfalen          | Regierungsbezirk Münster | 9                      |
| Appellationsgericht Naumburg                    | Naumburg          | Provinz Sachsen            | Regierungsbezirk Merseburg ohne einen Teil des Mansfelder Gebirgskreises und die Kreise Erfurt, Langensalza, Schleusingen, Weißensee und Ziegenrück aus dem Regierungsbezirk Erfurt | 15                     |
| Appellationsgericht Paderborn                   | Paderborn         | Provinz Westfalen          | Regierungsbezirk Minden | 7                      |
| Appellationsgericht Posen                       | Posen             | Provinz Posen              | Regierungsbezirk Posen | 17                     |
| Appellationsgericht Ratibor                     | Ratibor           | Provinz Schlesien          | Regierungsbezirk Oppeln | 16                     |
| Appellationsgericht Stettin                     | Stettin           | Provinz Pommern            | Regierungsbezirk Stettin ohne die Vorstadt Anclamer Peendamm | 8                      |
| Appellationsgericht Wiesbaden seit 1867         | Wiesbaden         | Provinz Hessen-Nassau      | Regierungsbezirk Wiesbaden | 3                      |

Im linksrheinischen Teil der Rheinprovinz galt die französische Gerichtsorganisation mit deutschen Bezeichnungen weiter. Der Appellationsgerichtshof Köln hatte dort die Funktion des Appellationsgerichtes. Die ihm untergeordneten Gerichte trugen nicht die Bezeichnung Kreisgericht, sondern Landgericht.
1867 wurden nach den Annexionen bzw. Erwerbungen von 1864/66 fünf neue Appellationsgerichte in Celle – für Hannover –, in Kassel – für Kurhessen –, in Wiesbaden – für Nassau –, in Frankfurt am Main – für die Stadt Frankfurt – und in Kiel – für die Herzogtümer Schleswig, Holstein und Lauenburg – eingerichtet.
Mit der Einführung des reichseinheitlichen Gerichtsverfassungsgesetzes von 1877 wurden die Appellationsgerichte 1879 aufgelöst und überwiegend durch Oberlandesgerichte ersetzt.
Schon von 1810 bis 1849 hatten die meisten der preußischen Obergerichte die Bezeichnung Oberlandesgericht getragen.